# SC Hohenems
Der SC Hohenems ist eine österreichische Eishockeymannschaft aus Hohenems (Bundesland Vorarlberg), die seit 2021 in der drittklassigen Ö Eishockeyliga spielt. Gegründet wurde der HSC am 27. Mai 1974, die Vereinsfarben sind Schwarz, Blau und Gelb. Die Heimstätte des Schlittschuhclubs Hohenems ist das Eisstadion in Hohenems mit einer Kapazität von rund 1.200 Stehplätzen.

## Geschichte

### 1974 bis 1981: Die Gründerjahre
Der SC Hohenems wurde im Jahr 1974 von eishockeybegeisterten Bürgern aus Hohenems gegründet. Eine Natureisfläche beim „Rosenplatz“ diente als anfängliche Spielstätte. In den ersten Jahren wurde ausschließlich auf Natureis gespielt. Der SC Hohenems spielte in dieser Zeit in der Vorarlbergliga und später in der Oberliga. In welcher der SC Hohenems in der Saison 1976/77 den Meistertitel in der Region West holte.

### 1981: Neues Eisstadion
Nach sieben Jahren des „Natur-Eishockey“ wurde für den SC Hohenems eine neue Sportstätte geschaffen. 1981 wurde in Hohenems eine Freiluft-Kunsteisbahn errichtet, welche für die damalige Verhältnisse sehr modern war. Das Stadion verfügte über 2 Gästekabinen und einem Kabinentrakt bestehend aus einer Schiedsrichterkabine und einer Kabine für die Kampfmannschaft des SC Hohenems. Im Wesentlichen ist das Stadion bis zum heutigen Zeitpunkt unverändert geblieben.

### 1983 bis 1990: Start der offiziellen Nachwuchsarbeit
Das offizielle Jahr, in dem die Nachwuchsarbeit in Hohenems gestartet hat, ist aktuell mangels Aufzeichnungen ungeklärt. Mit der Teilnahme 1983 an der österreichischen Schülermeisterschaft und der Nachwuchs Regionalliga West kann dieses Datum jedoch als gesichert angenommen werden. Die Kampfmannschaft des SC Hohenems kürte sich in der Saison 1982/83 zum Regionalmeister.
In der Saison 1989/90 nahm der Nachwuchs des SC Hohenems an der österreichischen Bundesliga für den Nachwuchs teil. In der gleichen Saison erspielte sich die Kampfmannschaft den Vizemeistertitel in der Regionalliga.

### 1991 bis 1996: Schweizer Liga und Bayrische Landesliga
Der SC Hohenems spielte in der Zeit zwischen 1991 und 1996 in verschiedenen Eishockey-Ligen mit, darunter auch in der Schweiz und Deutschland.
| Saison  | Liga                        | Platzierung |
| ------- | --------------------------- | ----------- |
| 1991/92 | Regionalliga                | Vizemeister |
| 1992/93 | Bayerische Landesliga Gr. 4 | Meister     |
| 1992/93 | Vorarlberger Landesliga     | Meister     |
| 1993/94 | Ostschweizer Landesklasse 4 | Meister     |
| 1994/95 | Ostschweizer Landesklasse 3 | Meister     |
| 1995/96 | Ostschweizer Landesklasse 3 | Meister     |

### 1996 bis 2000: Höhen und Tiefen
Zu den Highlights der Vereinsgeschichte gehörte der Aufstieg in die Eishockey-Nationalliga in der Saison 1996/1997. Ein 4. Platz im Grunddurchgang der Gruppe West und um zwei Punkte verpasste der SC Hohenems den Einzug in die Playoffs. In den folgenden Jahren spielte der SC Hohenems wieder in der Regionalliga. Der einzige Höhepunkt stellte der Vizemeistertitel 1999/2000 in der Regionalliga dar.
Durch die Sanierungen der Eishockeyhallen in Dornbirn, Feldkirch und Lustenau entstand in Vorarlberg eine hohe Dichte an größeren Eishockey Clubs mit guter Infrastruktur. Trainingssicherheit bei jeder Witterung und Erfolge in der Nationalliga und Bundesliga machten diese drei großen Vereine zu attraktiven Nachwuchsförderern. Das sanierungsbedürftige Eisstadion in Hohenems konnte im direkten Vergleich weniger Nachwuchsspieler anlocken, weshalb sich der Nachwuchs über die Jahre immer weiter ausdünnte. Schlussendlich wurden die Nachwuchsmannschaften mit den gleichen Altersklassen der Top-Clubs aus Dornbirn und Lustenau zusammengeschlossen und aufgegeben werden. Dies stellte der sportliche Tiefpunkt des Clubs dar.

### 2000 bis 2011: Vorarlbergliga Meistertitel und Cup-Sieger
Die Kampfmannschaft des SC Hohenems blieb weiter aktiv. Mit dem Abstieg aus der Oberliga spielte der SC Hohenems fortan in der höchsten Vorarlberger Eishockey Liga. In dieser Zeit konnte vier Mal der Meistertitel gewonnen werden und in den Jahren 2010 und 2011 der Eishockey-Cup gewonnen werden.

### 2012 bis 2016

#### Nachwuchs
In der Saison 2009/10 wurde ein neues Vereinskonzept vorgestellt. Dies sah erstmals auch wieder ein Engagement im Nachwuchsbereich vor. Das Ziel eines funktionierenden Nachwuchsbetriebs wurde in den kommenden Jahren weiter verfolgt, lief jedoch nur schleppend an, zu groß war die Konkurrenz der etablierten Top-Clubs Dornbirner EC, EHC Lustenau und der VEU Feldkirch. Mit dem 2015 eingeführten 5-Jahresplan „Strategie 2020“ – Ziel ist ein Anstieg im Nachwuchsbereich auf 100 Kinder, verteilt auf alle Altersklassen bis U14 – konnte die Zahl der Nachwuchskinder bereits nach zwei Jahren auf 50 erhöht werden (Stand 2016).

#### Eliteliga Tirol
Aufgrund des neuen Spielerpotenzials an zum Teil zurückkehrenden Eigenbauspielern und neuen Verstärkungsspielern reformierte sich der Verein 2012. Die Kampfmannschaft des SC Hohenems wechselte erneut in die 3. österreichische Eishockey Liga – Eliteliga Tirol – und spielt dort bis dato. 2016 wurde Ex-Bundesligaspieler Heimo Lindner als Cheftrainer des SC Hohenems verpflichtet. Die Mannschaft verpasste nur knapp den Einzug ins Playoff. Drei Mannschaften – darunter der SC Hohenems – waren am Ende des Grunddurchganges Punktegleich. Der Entscheid viel durch den Vergleich der direkten Duelle, dadurch beendete der SC Hohenems die Saison auf dem 5. Platz.

#### Vorarlberg Liga
Zusätzlich zur Kampfmannschaft wurde ein Farmteam mit dem Namen „SC Hohenems 2“ in der Vorarlbergliga platziert. Diese stiegen mit dem Meistertitel 2013 in die höchste Spielklasse der Vorarlbergliga auf.

### 2017/18: Doppelmeister

#### Eliteliga Tirol
Die Saison 2017/18 ist eine der erfolgreichsten Saisonen der Vereinsgeschichte. Mit dem Meistertitel der Kampfmannschaft in der Eliteliga rund um Cheftrainer Heimo Lindner wurde ein lange anvisiertes Ziel – in der überregionalen Eishockeyliga nachhaltig Fuß zu fassen – endgültig erreicht. Der SC Hohenems gewann die „Best-of-Five“ Serie gegen die Kufstein Dragons mit 3:0.

#### Vorarlberg Liga
Die Mannschaft der Vorarlberg Liga wurde vor der Saison stark erweitert. Durch einen Wechsel von Spielern des SC Samina Rankweil konnte der Kader stark aufgewertet werden. Weiters konnte die Trainerposition mit einem Eishockey-Urgestein und VEU Legende Bernd Schmiedle besetzt werden. Die Farmteam des SC Hohenems besiegte den EHC Aktivpark Montafon in der „Best-of-Three“ Serie 1:2 und kürte sich zum Vorarlberger Eishockey Meister.

#### Eisstadion Umbau
Anfang April 2018 begannen die Umbauarbeiten am Eisstadion Hohenems Herrenried und sollten voraussichtlich im November 2018 abgeschlossen sein. Die Sanierung wurde in zwei Bauetappen durchgeführt und hatte ein Budget von 2,4 Millionen Euro. In der ersten Bauetappe wurden die neuen Kabinentrakte des SC Hohenems gebaut, sowie die neue Bande, Beschallung und Belichtung installiert. In der zweiten Bauetappe 2019 wurde die Tribüne saniert und überdacht. Die Kosten für die Sanierung trug die Stadt Hohenems.

### 2019/20: Corona Jahr
Sowohl in der Tiroler „Super League“ als auch in der Vorarlberg Liga musste die Saison coronabedingt bereits im Oktober ausgesetzt werden.

### 2020/21: Beitritt ÖEL & Vereinsvergrößerung
Die Kampfmannschaft des SC Hohenems spielt zum ersten Mal seit über 20 Jahren in einer überregionalen Liga. Die neu gegründete drittklassige Ö Eishockeyliga wird dabei in drei Gruppen Süd, Nord-Ost und West – in welcher der SC Hohenems den Grunddurchgang bestreitet – aufgeteilt. Diese Gruppen absolvieren intern einen Grunddurchgang, bei welchem sich am Ende die besten Teams in einem IIHF konformen Turniermodus im Playoff treffen. Im April 2021 nahm der SC Hohenems die Mannschaften der EC Unatic Kings auf; mit diesem Zusammenschluss bekam der SC Hohenems mit David Posmik nicht nur einen neuen Obmann, sondern auch zwei neue Mannschaften in der Vorarlbergliga.